# 캔개를리구
캔개를리구(아제르바이잔어: Kəngərli rayonu)는 아제르바이잔의 자치 공화국인 나흐츠반 자치 공화국 중서부에 위치한 구로 행정 중심지는 크브라크이며 면적은 682km2, 인구는 25,500명(2005년 기준)이다. 북쪽으로는 아르메니아, 남쪽으로는 이란과 국경을 접한다.